# Mănăstirea Coșna
Mănăstirea Coșna este o mănăstire ortodoxă din România situată în comuna Dorna Candrenilor, județul Suceava.